# Färöische Fußballnationalmannschaft der Frauen
Die färöische Fußballnationalmannschaft der Frauen repräsentiert den Fußballverband der Färöer im internationalen Frauenfußball. Neben der A-Mannschaft gibt es derzeit eine U-19-, U-17- und U-15-Auswahl. Die meisten Spielerinnen kommen vom Rekordmeister KÍ Klaksvík.

## Geschichte
Ihre ersten beiden Spiele bestritt die Mannschaft im Juni 1986 in Island gegen die isländische Fußballnationalmannschaft der Frauen, die sie mit 0:6 und 0:2 verlor.
Nachdem der FSF 1988 der FIFA beitrat und die Männer im selben Jahr offizielle Begegnungen absolvierten, kam es bei den Frauen erst 1995 in der Qualifikation zur Europameisterschaft 1997 zu Pflichtspielen. Nach denen dauerte es acht Jahre bis zu den nächsten Begegnungen mit anderen offiziellen Nationalmannschaften. Seit 2004 werden wieder regelmäßig Spiele absolviert. Allerdings wurde 2004 auch das letzte offizielle Heimspiel ausgetragen, danach spielte das Team ausschließlich auswärts oder auf neutralen Plätzen. Erst in der Qualifikation zur WM 2015 wurden im April wieder Heimspiele ausgetragen.
Auf die Qualifikation zur Weltmeisterschaft wurde bis 2011 verzichtet. Größter sportlicher Erfolg waren die Siege des Frauenfußballturniers bei den Island Games in den Jahren 2001, 2003 und 2005.
Derzeit stehen die Färingerinnen auf Platz 69 der FIFA-Weltrangliste und auf Platz 38 der UEFA-Rangliste für Europa (Stand: 1. September 2017). Beste Platzierung war der 60. Platz im Juni 2009. In der Vorqualifikation für die EM 2013 belegte das Team beim Turnier auf Malta nach Niederlagen gegen Armenien und Georgien den letzten Gruppenplatz, konnte dabei aber den Gastgeber Malta mit 2:0 bezwingen.
In der Qualifikation für die WM 2015 musste die Mannschaft in die Vorqualifikation und erreichte in den Spielen im April 2013 beim Turnier in Litauen ein 3:3 gegen Montenegro, ein 1:0 gegen den Gastgeber Litauen und ein 2:1 gegen Georgien und qualifizierte sich damit für die eigentliche Qualifikation, die im Herbst 2013 begann. Dort traf die Mannschaft im Herbst 2013 erstmals auf Schweden und Polen. Im April 2014 kam es in diesem Rahmen zum ersten Spiel gegen Nordirland. Die Partie endete torlos. Weitere Gegner waren Schottland und Bosnien und Herzegowina, gegen die die Färöer bereits zuvor gespielt hatten. Die Färingerinnen beendeten die Qualifikation mit zwei Punkten als Gruppenletzte.
In der Vorqualifikation zur EM 2017 belegten die Färöer punktgleich mit Georgien und Malta den zweiten Platz, da der direkte Vergleich gegen Georgien mit 0:2 verloren wurde. Die Spiele gegen Malta und Andorra wurden mit 4:2 beziehungsweise 8:0 gewonnen. In der Qualifikation zur WM 2019 trafen die Färingerinnen in der Vorqualifikation als Gastgeber eines Miniturnieres im April 2017 auf Luxemburg, Montenegro sowie die Türkei und qualifizierten sich für die Hauptqualifikation. Dort waren Deutschland, Island, Tschechien und Slowenien die Gegner.

## Turnierbilanz

### Weltmeisterschaften
| - 1991: nicht teilgenommen - 1995: nicht teilgenommen - 1999: nicht teilgenommen - 2003: nicht teilgenommen - 2007: nicht teilgenommen | - 2011: nicht teilgenommen - 2015: nicht qualifiziert - 2019: nicht qualifiziert - 2023: nicht qualifiziert |

### Europameisterschaften
| - 1984: nicht teilgenommen - 1987: nicht teilgenommen - 1989: nicht teilgenommen - 1991: nicht teilgenommen - 1993: nicht teilgenommen - 1995: nicht teilgenommen - 1997: nicht qualifiziert | - 2001: nicht teilgenommen - 2005: nicht teilgenommen - 2009: nicht qualifiziert - 2013: nicht qualifiziert - 2017: nicht qualifiziert - 2022: nicht qualifiziert - 2025: nicht qualifiziert |

### Olympische Spiele
Die Qualifikation erfolgte bis 2020 über die WM-Endrunde, ab 2024 über die UEFA Women’s Nations League.
| - 1996: nicht teilgenommen - 2000: nicht teilgenommen - 2004: nicht teilgenommen - 2008: nicht teilgenommen | - 2012: nicht teilgenommen - 2016: nicht qualifiziert - 2020: nicht qualifiziert - 2024: Keine Möglichkeit sich zu qualifizieren |

### Nations League
- 2023/24: Liga C3 – 4. Platz, Verbleib in Liga C für die Qualifikation zur EM 2025
- 2025: Liga C1 – 2. Platz, Verbleib in Liga C für die Qualifikation zur WM 2027, da nur viertbester Gruppenzweiter

### Algarve-Cup
Die Nationalmannschaft nahm einmal am Algarve-Cup teil, spielte dabei in Gruppe C, in der zunächst die schwächeren Mannschaften gegeneinander antreten und belegte sowohl in der Gruppe als auch in der Abschlusswertung den letzten Platz.
| - 1994 bis 2009: nicht teilgenommen/eingeladen - 2010: 12. Platz - 2011 bis 2020: nicht teilgenommen/eingeladen - 2022: nicht teilgenommen/eingeladen |

## Offizielle

### Trainer
Bisher wurde die Nationalmannschaft von fünf verschiedenen Personen trainiert.
- 1995–1996:  Páll Guðlaugsson
- 2004–2011: Álvur Hansen
- 2012: Rúni Nolsøe
- 2013–2015: Jón Pauli Olsen
- 2015–2018: Pætur Clementsen
- 2019–2020: John Petersen
- 2021–2023: Lene Terp
- 2023–2025: Signe Andersen
- seit 2025: Pætur Smith Clementsen

### Co-Trainer
In den bisherigen Spielen assistierten folgende Co-Trainer.
- 1995: Álvur Hansen
- 1995: Páll á Reynatúgvu
- 2004–2005: Jón Harald Poulsen
- 2005–2011: Jacob Thomsen
- 2012: Jón Pauli Olsen
- 2013: Ingun Hansen
- 2013–2014:  Aleksandar Đorđević
- 2016:  Jan Laursen & John Petersen
- 2017–2020: John Petersen
- 2021–2023:  Lene Terp
- 2023: Signe Andersen
- seit 2025: Jacoba Langgaard

## Rekordspielerinnen

### Nach Einsätzen
Stand: 3. Juni 2025
| Rang | Name                       | Einsätze | Tore | Zeitraum  |
| ---- | -------------------------- | -------- | ---- | --------- |
| 01.  | Heidi Sevdal               | 96       | 31   | 2006–0000 |
| 02.  | Olga Kristina Hansen       | 68       | 05   | 2006–2022 |
| 03.  | Eyðvør Klakstein           | 60       | 06   | 2012–0000 |
| 04.  | Ásla Johannessen           | 60       | 10   | 2014–0000 |
| 05.  | Rannvá Biskopstø Andreasen | 55       | 26   | 2004–2018 |
| 06.  | Ansy Sevdal                | 43       | 0    | 2010–2022 |
| 07.  | Birita Ryan                | 42       | 02   | 2020-0000 |
| 07.  | Jensa Tórolvsdóttir        | 42       | 06   | 2020-0000 |
| 09.  | Malena Josephsen           | 41       | 10   | 2004–2015 |
| 10.  | Randi Wardum               | 38       | 0    | 2004–2014 |
| 11.  | Julia Naomi Mortensen      | 35       | 02   | 2019-0000 |
| 12.  | Sara Samson Lamhauge       | 33       | 0    | 2018-0000 |
| 13.  | Lív Arge                   | 32       | 02   | 2012–2020 |
| 13.  | Sanna Svarvadal            | 32       | 01   | 2019-0000 |
| 15.  | Fríðrún Olsen              | 31       | 02   | 2008–2015 |
| 16.  | Óluva Allansdóttir Joensen | 29       | 0    | 2020-0000 |
| 17.  | Tórunn Højgaard Joensen    | 28       | 01   | 2021-0000 |
| 18.  | Durita Hummeland           | 25       | 01   | 2015-0000 |
| 18.  | Rúna Jacobsen              | 25       | 01   | 2022-0000 |
| 20.  | Sarita Maria Mittfoss      | 23       | 0    | 2017-0000 |
| 21.  | Mona Rasmusdóttir          | 22       | 01   | 2020-0000 |
| 22.  | Fridrikka Clementsen       | 21       | 0    | 2023-0000 |
| 23.  | Bára Skaale Klakstein      | 20       | 0    | 1996–2013 |
| 23.  | Milja R. Simonsen          | 20       | 04   | 2015–2018 |

Jüngste eingesetzte Spielerin war Lív Arge mit 15 Jahren und 8 Monaten.

### Nach Toren
Aufgelistet sind nur mehrfache Torschützinnen.
Stand: 3. Juni 2025 
| Rang | Name                       | Tore | Einsätze | Zeitraum  |
| ---- | -------------------------- | ---- | -------- | --------- |
| 01.  | Heidi Sevdal               | 31   | 96       | 2006–0000 |
| 02.  | Rannvá Biskopstø Andreasen | 27   | 55       | 2004–2018 |
| 03.  | Ásla Johannessen           | 10   | 60       | 2014–0000 |
| 03.  | Malena Josephsen           | 10   | 41       | 2004–2015 |
| 05.  | Eyðvør Klakstein           | 06   | 60       | 2012–0000 |
| 05.  | Jensa Tórolvsdóttir        | 06   | 42       | 2020–0000 |
| 07.  | Olga Kristina Hansen       | 05   | 68       | 2006–2022 |
| 08.  | Milja Simonsen             | 04   | 20       | 2015–2018 |
| 09.  | Mona Breckman              | 03   | 11       | 2008–2011 |
| 09.  | Vivian Bjartalíð           | 03   | 05       | 2004–2007 |
| 11.  | Elin Kathrina Thomsen      | 02   | 08       | 2005–2008 |
| 11.  | Birita B. Nielsen          | 02   | 09       | 2017–2019 |
| 11.  | Fríðrún Olsen              | 02   | 31       | 2008–2015 |
| 11.  | Íðunn Magnussen            | 02   | 14       | 2012–2015 |
| 11.  | Julia Naomi Mortensen      | 02   | 35       | 2019–0000 |
| 11.  | Lív Arge                   | 02   | 32       | 2012–2020 |
| 11.  | Sunniva Willemoes          | 02   | 18       | 2023–0000 |
| 11.  | Birita Ryan                | 02   | 42       | 2020–0000 |

Weitere 16 Spielerinnen erzielten jeweils einen Treffer. Jüngste Torschützin ist Mona Breckman mit 17 Jahren und 2 Monaten.

## Länderspiele gegen deutschsprachige Fußballnationalmannschaften
(Ergebnisse stets aus färöischer Sicht)
Auf Deutschland trafen die Färingerinnen erstmals in der im Herbst 2017 begonnenen Qualifikation für die WM 2019:
1. 24. Oktober 2017 in Großaspach 0:11 (0:6) (WM-Qualifikation)
2. 4. September 2018 in Tórshavn 0:8 (0:3) (WM-Qualifikation)

- Länderspiele gegen Österreich

1. 26. Februar 2010 in Lagos 0:3 (0:2) (Algarve-Cup)
2. 3. März 2010 in Silves 0:6 (0:0) (Algarve-Cup)

- Länderspiele gegen Luxemburg

1. 15. Mai 2008 in Junglinster 4:2 (1:0) (Freundschaftsspiel)
2. 27. Oktober 2008 in Marijampolė 6:2 (3:1) (Freundschaftsspiel)
3. 28. November 2012 in Niederkorn 6:0 (4:0) (Freundschaftsspiel)
4. 4. November 2016 in Itzig 1:2 (Freundschaftsspiel)
5. 6. November 2016 in Consdorf 1:1 (Freundschaftsspiel)
6. 6. April 2017 in Tórshavn 5:1 (WM-Vorqualifikation)
7. 5. April 2023 in Luxemburg 5:5 (Freundschaftsspiel)
8. 8. April 2023 in Hosingen 1:2 (Freundschaftsspiel)